# Orpecovalva mallorcae
Orpecovalva mallorcae is een vlinder uit de familie dominomotten (Autostichidae). De wetenschappelijke naam is voor het eerst geldig gepubliceerd in 1975 door Gozmany.
Deze vlinder komt voor in Europa.